# Ludwig Hasper
Ludwig Wilhelm Hasper (* 13. August 1825 in Cönnern; † 12. September 1890) war ein deutscher Altphilologe und Gymnasiallehrer.

## Leben
Hasper besuchte das Gymnasium in Wittenberg. Nach dem Abitur studierte er ab  Ostern 1844 an der Friedrichs-Universität-Halle Philologie. Er wurde 1849 zum Dr. phil. promoviert und bestand 1850 das Examen pro facultate docendi. Nach zwei Jahren in Frankreich kam er als Hilfslehrer an die Handels- und Gewerbeschule zu Magdeburg. Ostern 1853 kehrte er als Lehrer an seine frühere Schule in Wittenberg zurück. Ostern 1854 wurde er als Konrektor an das Gymnasium zu Mühlhausen und Ostern 1863 als Oberlehrer an die Ritterakademie Brandenburg versetzt. 1867 wurde er Direktor des Kgl. Evangelischen Gymnasiums zu Groß-Glogau. 1886 erhielt er von Wilhelm I. den Roten Adlerorden.

## Werke
- Über Goethes Torquato Tasso. Mühlhausen/Th. 1862.
- Beiträge zur Topographie der homerischen Ilias. Brandenburg 1867.
- Das alte Troja und das Schlachtfeld der homerischen Helden. Glogau 1868.
- Lacoon sive de limitibus artibus et fingendi et poeticae circumscriptis. Accedunt variae quaedam de antiquarum artium historia annotationes: Particula prior 1766. Glogau 1874.
- Lacoon sive de limitibus artibus ...  Pars altera. Glogau 1876. 24 S.
- Die Feinheit der Ökonomie und der Charakterzeichnung in den einzelnen Dramen des Sophocles und der Kern der sittlichen Anschauung des Dichters, 1. Teil. Glogau 1881.
- Die Feinheit der Ökonomie .... 2. Teil. Glogau 1882.
- Aus den Verhandlungen der Berliner anthropologischen Gesellschaft, Sitzung vom 18. April 1885, bezüglich des Pestkreuzes an dem Hause Kupferschmidtstraße No. 9 in Glogau. Glogau 1886. 3 S.
- Goethe als Dramatiker. Leipzig 1889.
- Pauli Briefe an die Galater. Leipzig 1861.
- Leonardu Aretinu peri tas politeias ton Florentinon, neu nach einer Pariser, bisher unedierten Handschrift. Leipzig 1861.
- Pauli Briefe an die Epheser. Leipzig 1863.
- Pauli Briefe an die Römer. Leipzig 1870.
- Hyginus philosophus de imaginibus coeli, nach einer Pariser Handschrift zum 1. Male ediert. Leipzig 1861.
- Beiträge zur Topographie der homerischen Ilias. Brandenburg 1867.
- Ciceros Tusculanen, für den Schulgebrauch erklärt. Gotha 1883.
- Beranger, Auswahl seiner Lieder. Berlin 1884.
- Goethes Faust. Gotha 1888.